# Сухарыш
Сухарыш — река в России на Южном Урале, протекает в Челябинской области по территории Чебаркульского, Еткульского и Увельского районов. Устье реки находится в 107 км по левому берегу реки Увелька. Длина реки составляет 43 км, площадь водосборного бассейна — 465 км².

## Описание
Сухарыш начинается на высоте примерно 300 м над уровнем моря в урочище Мокрый Лог около деревни Казбаево. Впадает в Увельку на высоте 214 над уровнем моря около урочища Красный Маяк.
Характеристика бассейна
Бассейн реки Сухарыш расположен в лесостепной зоне. Рельеф бассейна, представляет собой слабовозвышенную равнину, изрезанную множеством логов. Преобладают высоты 260-300 метров. В северной части располагаются практически все притоки р.Сухарыш. В бассейне реки находится памятник природы регионального значения Жемерякский карстовый лог
Ихтиофауна представлена такими видами как: елец, карась, карп, лещ, пескарь, плотва, щука.

### Притоки
- 14 км: Селюзяк[4];
- 15 км: Козловка[4]
- 27 км: Гурьин Лог[3]
- 32 км: Совгушея (Кулгушка)[3]
- 34 км: Беркутья[3]

Населённые пункты
В бассейне реки Сухарыш проживает около 2400 человек. На берегу реки находятся населенные пункты: Долговка, Погорелка, Сухарыш, Михири.

## Данные водного реестра
По данным Государственного водного реестра России относится к Иртышскому бассейновому округу, водохозяйственный участок реки — Увелька, речной подбассейн реки — Тобол. Речной бассейн реки — Иртыш.
Код объекта в государственном водном реестре — 14010500112111200001094.

## Галерея
- Река Сухарыш, январь 2012
- Типичные ландшафты в бассейне реки Сухарыш, май 2012
- Известняковые скальные выходы, высота 10-12 м
- Устье реки Сухарыш
- Березовые колки в бассейне реки